# Kriegsrüstung
Die Kriegsrüstung oder Kampfrüstung ist eine Rüstung für den Kampf im Gegensatz zur Turnierrüstung oder Paraderüstung. Die Kriegsrüstung ist daraufhin ausgelegt, maximalen Schutz und maximale Beweglichkeit zu bieten, Kriterien die sich entgegenstehen und bei denen ein Kompromiss gefunden werden muss. Insgesamt soll die maximale Kampftauglichkeit gewährleistet sein. Dabei muss auch der Tragekomfort berücksichtigt werden, also Gewicht und Geschmeidigkeit der Rüstung.
Bei einer guten Kriegsrüstung muss auf folgende Dinge geachtet werden:
- die Rüstung muss Schutz gegen verschiedene Waffen bieten
- sie darf die eigene Beweglichkeit möglichst wenig einschränken
- sie darf das eigene Gesichtsfeld möglichst wenig einschränken
- die Rüstung muss auch über einen längeren Zeitraum zu tragen sein
- sie sollten der Eitelkeit der Ritter genügen

Die angefertigten Rüstungen mussten also verschiedene Kriterien erfüllen, wobei je nach Auftraggeber auf andere Aspekte der Schwerpunkt gelegt wurde. Abgesehen von den persönlichen Vorlieben bei der Anfertigung der Kriegsrüstung, gab es auch die Turnierrüstungen, mit dem Schwerpunkt des höchstmöglichen Schutzes und der Paraderüstung mit einer möglichst auffälligen, kostspieligen und modischen Ausführung.